# Forsyth (efternamn)
Forsyth är namnet på en skotsk klan och därmed ett traditionellt skotskt efternamn. Det kan ingå i geografiska namn.

## Personer med efternamnet Forsyth
- Alexander John Forsyth (1768–1843), skotsk präst, uppfann hänglåset
- Andrew Forsyth  (1858–1942), skotsk matematiker
- Cecil Forsyth (1870–1941), brittisk tonsättare och musikvetare
- Charles Immanuel Forsyth Major (1843–1923), schweizisk läkare och paleontolog
- Craig Forsyth  (född 1989), skotsk fotbollsspelare
- Frederick Forsyth (1938–2025), brittisk författare
- John Forsyth  (1780–1841), amerikansk politiker, demokrat, kongressrepresentant, senator och guvernör för Georgia
- Rosemary Forsyth (född 1943), kanadensisk skådespelare
- Thomas Forsyth (1771–1833), amerikansk pälshandlare och indianagaent
- Thomas Douglas Forsyth (1827–1886), brittisk-indisk ämbetsman
- Tim Forsyth (född 1973), australisk höjdhoppare
- William Forsyth, flera personer
  - William Forsyth (botaniker) (1737–1804), skotsk botaniker
  - William Forsyth (friidrottare) (1891–1939), kanadensisk långdistanslöpare